# Přírodní park Radotínsko – Chuchelský háj

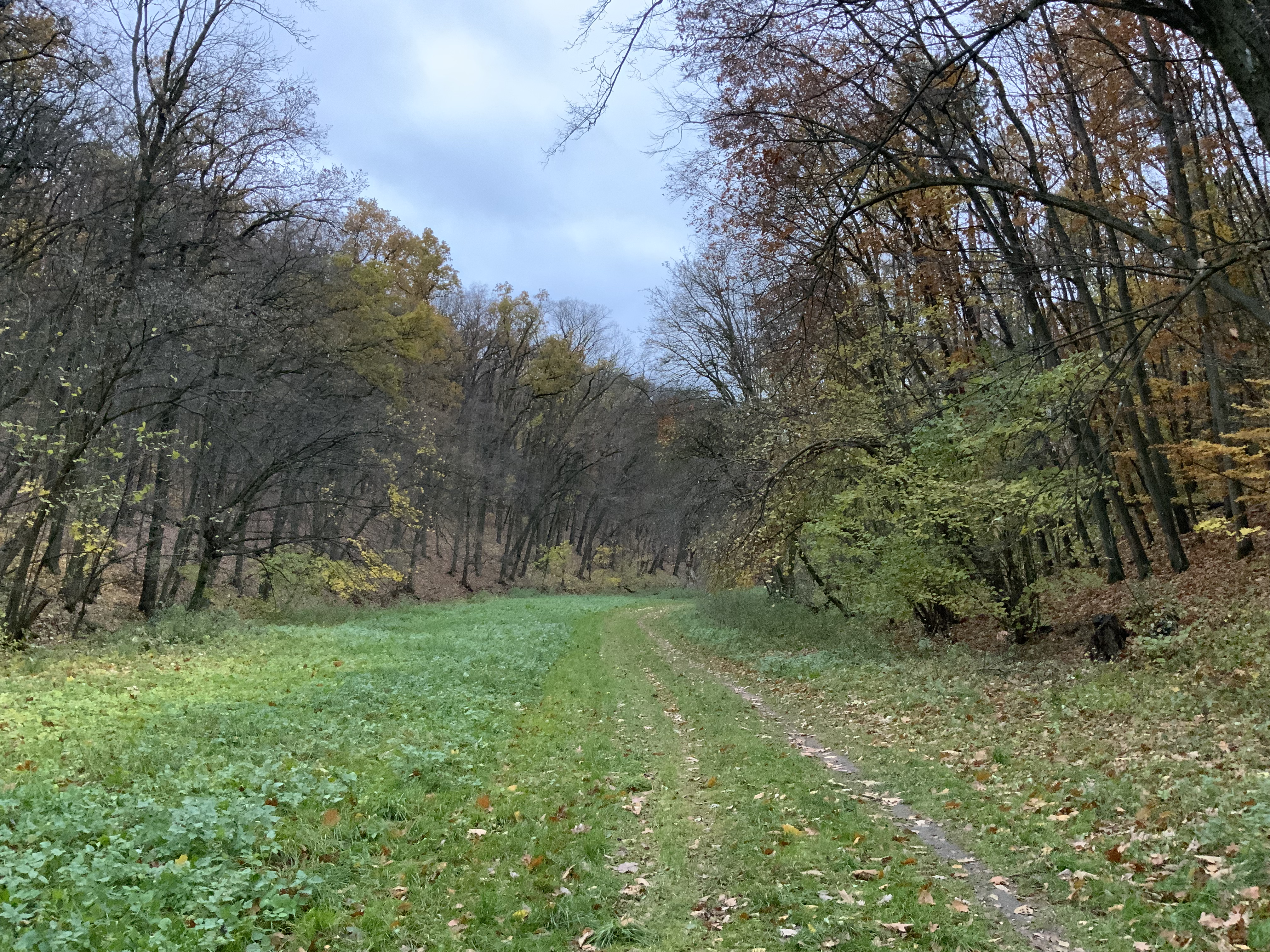
Radotínsko – Chuchelský ráj

Radotínsko – Chuchelský háj je přírodní park na jihozápadě Prahy. Rozprostírá se podél Vltavy mezi Malou Chuchlí a CHKO Český kras. Byl zřízen v roce 1990 s plochou 1392,4 ha, od roku 2014 jeho rozloha činí 894,4 ha. Jedná se o jedno z nejcennějších území hl. m. Prahy z přírodovědeckého hlediska, v parku se nachází mnoho zvláště chráněných území. Bylo zde zjištěno na 600 druhů vyšších rostlin, ještě více živočichů, hlavně těch bezobratlých.
Území je postiženo těžbou vápence, která probíhá i v současnosti (2021). Při těžbě kamene byly objeveny geologické profily s řadou zkamenělin prvohorních živočichů, které jsou vědecky velmi cenné. Během jara lze v parku pozorovat porosty kvetoucích dymnivek, dále kosatce bezlistého (Iris aphylla), česnek tuhý (Allium strictum), třemdavu bílou (Dictamnus albus) a bělozářku liliovitou (Anthericum liliago). Ačkoliv je park dotčen těžbou kamene, stále je zde zachováno hodnotné přírodní bohatství.
V přírodním parku se nachází národní památka Cikánka I, Cikánka II, Barrandovské skály, Lochkovský profil, přírodní rezervace Chuchelský háj, Homolka, Slavičí údolí, Zmrzlík, přírodní památka Nad Závodištěm, Orthocerový lůmek, Radotínské skály. Díky této koncentraci chráněných území, vykazuje park vysokou přírodní a naučnou hodnotu. Evropsky významné lokality Lochkovský profil a Chuchelský háj náleží do soustavy Natura 2000.
Chuchelský háj se (podle obrazu Rudolfa Kellera z roku 1846) zachoval v téměř nezměněné podobě, pouze okolí kostelíka zarostlo. Na Barrandovských skalách, kde se dnes nachází akátová výsadba, se tehdy nacházela bohatá xerotermní (suchomilná a teplomilná) vegetace. Dnešní výsadba podstatně snížila přírodovědeckou hodnotu.
V první řadě má území význam pro krátkodobou rekreaci pražského obyvatelstva, ale je i cílovou oblastí mnoha odborných exkurzí vysokých škol a mezinárodních kongresů.

## Lokalita
Mezi území, která park zahrnuje, patří svahy údolí Vltavy a Berounky od Barrandovských skal po Radotínské údolí. Park navazuje na chráněnou krajinnou oblast Český kras.
Pokrývá údolí levostranných přítoků Radotínského potoka od Zadní Kopaniny, Lochkova a Slavičího údolí, zasahuje až k okraji Radotína.
V roce 2014 byly hranice parku upraveny, částečně se totiž překrývaly s Chráněnou krajinnou oblastí Český kras, kde je vyšší stupeň ochrany.

## Přírodní poměry

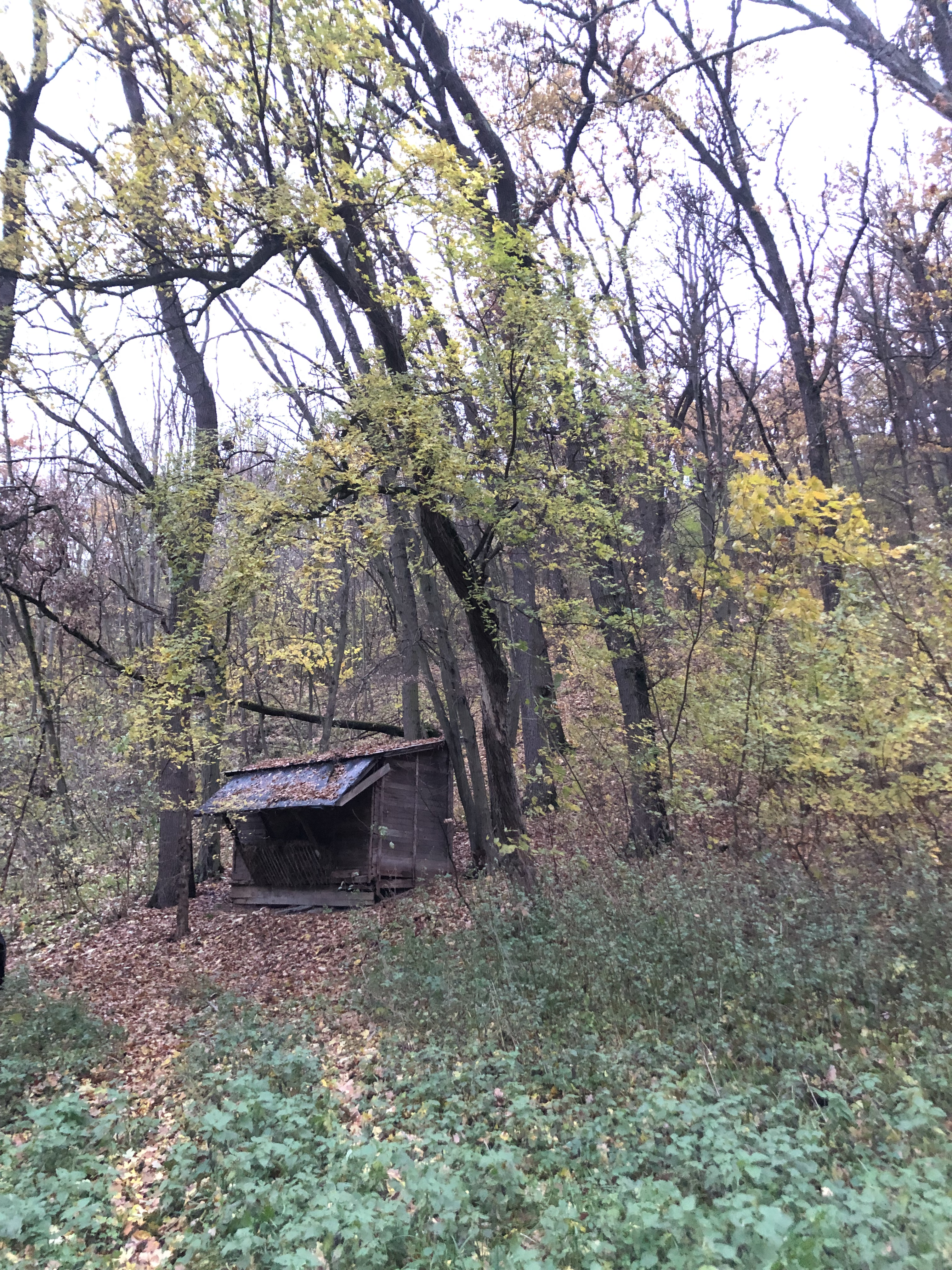
Krmelec

#### Klima
Území je velmi teplé a suché, se srážkami kolem 500 mm a průměrnou roční teplotou málo pod 9 °C. Klimaticky spadá území do okrsku T2 – teplá oblast, je pro ni typické krátké léto, mírně chladné, mírně vlhké, mírné jaro, mírný podzim, zima normálně dlouhá s mírnými teplotami, suchá s normálně dlouhou sněhovou pokrývkou.

#### Geologie
Svahy obrácené k Berounce a Vltavě jsou tvořené většinou z prvohorního břidličného souvrství svrchního ordoviku, směrem na severozápad, ve svahu nad Vltavou a ve výběžku parku u Chuchle jsou tvořeny souvrstvím siluru a devonu. V mnohých skalních výchozech v bočních údolích přítoků Vltavy a Berounky jsou odkryty silurské břidlice a vápence s žílami bazaltů (diabasů). Relikty bazálních vrstev svrchní třídy (cenomanu), popřípadě třetihorní a kvartérní, jsou povětšinou zakryté na mezilehlých plošinách. Při pohledu od Vltavy a Berounky má kopcovitý vzhled, i když jde o plošinu se zarovnaným povrchem, celé území má členitý ráz díky hlubokým údolním zářezům. Četné skalní útvary v jednotlivých údolích zpestřují krajinný obraz, ale i názorně odkrývají geologickou stavbu v severovýchodní části Českého krasu. V úseku Barrandovských skal na severovýchodě parku je tomu stejně. Četné lomy přispívají k odkrytí geologické stavby, dnes jsou většinou opuštěné, nacházejí se v různých stupních spontánní revitalizace. Je zde pestrý horninový podklad, odpovídá mu bohatství půd – kambizemě, hnědozemě, ale na sprašových pokryvech i celá škála rendzin, pararendzin, na skalách a prudších srázech i rankerů.

#### Fauna
Nalézají se zde mnohé druhy skalních stepí, z měkkýšů se zde vyskytují druhy jako žitovka obilná (Granaria frumentum) či zrnovka žebernatá (Pupilla sterri).
Brouci z čeledi mandelinkovití a nosatcovití (např. Coptocephala rubicunda, krytohlav Cryptocephalus schaefferi, bázlivec (Galeruca pomonae), dřepčík Aphthona atrocaerulea a Aphthona herbigrada, štítonoš Cassida pannonica, rod Apion, Phrydiuchus topiarius a Gymnaetron plantaginis), poté z čeledi střevlíkovití, např. kvapník Harpalus caspius roubali, Ophonus cordatus a Panagaeus bipustulatus. Z vzácných blanokřídlých včela Megachile lagopoda a drobná včela Rhophitoides canus.
Velmi početná je fauna motýlů. Žije zde kriticky ohrožený soumračník žlutoskvrnný (Thymelicus acteon), soumračník podobný (Pyrgus armoricanus), modrásek východní (Pseudophilotes vicrama), okáč metlicový (Hipparchia semele), ohrožený ostruháček kapinicový (Satyrium acaciae) atd.
Z obratlovců se zde vyskytuje užovka obojková (Natrix natrix) nebo běžní ptačí zástupci jako budníčka menšího (Phylloscopus collybita), budníčka lesního (Phylloscopus sibilatrix), rehka domácího (Phoenicurus ochruros), hýla obecného (Pyrrhula pyrrhula) nebo skřivana polního (Alauda arvensis).

#### Flóra
Suchomilný a teplomilný trávník společně vytváří kavyl Ivanův, smělek štíhlý, kostřava walliská žlábkatá, lipnice úzkolistá a bojník tuhý. Kavylový trávník připomíná vlnící se moře (díky chlupaté osině, která vlaje ve větru).
Na svazích se nalézá i keříček devaterník šedý, bělozářka liliovitá, modřenec tenkokvětý a koniklec luční.
Přirozená vegetace byla vylišena jednotkami květnaté dubohabrové a dubolipové háje (místy s příměsí jedle) na vlhkých až lehce zamokřených (někdy sušších) půdách, představující primární vegetaci nížin a pahorkatin. Na hlubokých půdách svahů a plošin se z lesních společenstev vyskytuje velmi dobře zachovaná černýšová dubohabřina typická, prvosenková (Melampyro nemorosi – Carpinetum typicum a primuletosum) zastoupená druhy dubem zimním (Quercus petraea) a habrem obecným (Carpinus betulus).
Zvláště chráněné rostliny:
- Anthericum liliago (bělozářka liliovitá)
- Centaurea triumfetii (chrpa chlumní)
- Iris aphylla subsp. bohemica (kosatec bezlodyžný český)
- Cornus mas (dřín obecný)

Ostatní nalezené zvláště chráněné druhy rostlin a druhy vzácné:
- Chamaecytisus ratisbonensis (čilimník řezenský)
- Gentianopsis ciliata (hořec brvitý)
- Lithospermum purpureo-coeruleum (kamejka modronachová)
- Geranium sanguineum (kakost krvavý)

Území je též velmi bohaté na výskyt mnoha druhů hub. Z lupenatých hub je to např. kriticky ohrožená náramkovitka žlutozelená (Floccularia straminea), muchomůrka ježohlavá (Amanita echinocephala), hnojník význačný (Coprinus alopecia), h. domácí (C. domesticus), mykorhizní pavučinec Bulliardův (Cortinarius bulliardii), p. olivový (C in-fractus).

## Historie
Území bylo po velmi dlouhou dobu hospodářsky využíváno, bylo zásadně ovlivněno dávným odlesněním, dlouhodobou pastvou a těžbou kamene. Stepní a luční teplomilná společenstva rostlin se vyvinula díky pastvě.
K zásadním změnám vegetace došlo po zalesnění území v průběhu druhé poloviny 19. století a počátku 20. století, to způsobilo postupný zánik stepních a lučních společenstev. Do současné doby se zachovaly pouze jejich ochuzené zlomky. Uměle založené lesní porosty mají nepřirozenou druhovou skladbu. Budováním dopravního koridoru mezi Prahou a Chuchlí byl reliéf území také výrazně ovlivněn.

## Ochrana
Hlavním ohrožujícím faktorem pro území je výsadba nepůvodních dřevin a provádění holosečných těžeb (jako v letech 2006 a 2007). Dále je zásadním škodlivým vlivem zarůstání geologických odkryvů dřevinnou vegetací, negativně by mohla působit i neřízená sběratelská činnost.
Kavylovou step je vhodné občasně kosit, aby nezarostla dřevinami. Na území dochází k invazi akátů, tato dřevina představuje nebezpečí hlavně pro otevřené porosty trávníků. Další problematický druh je třtina křovištní (Calamagrostis epigejos).

Je důležité zajistit nerušenou existenci původních druhů a jejich společenstev, s důrazem na postupné dlouhodobé zlepšování jejich stavu. Dále existenci geologických objektů a umožnění jejich další studium.

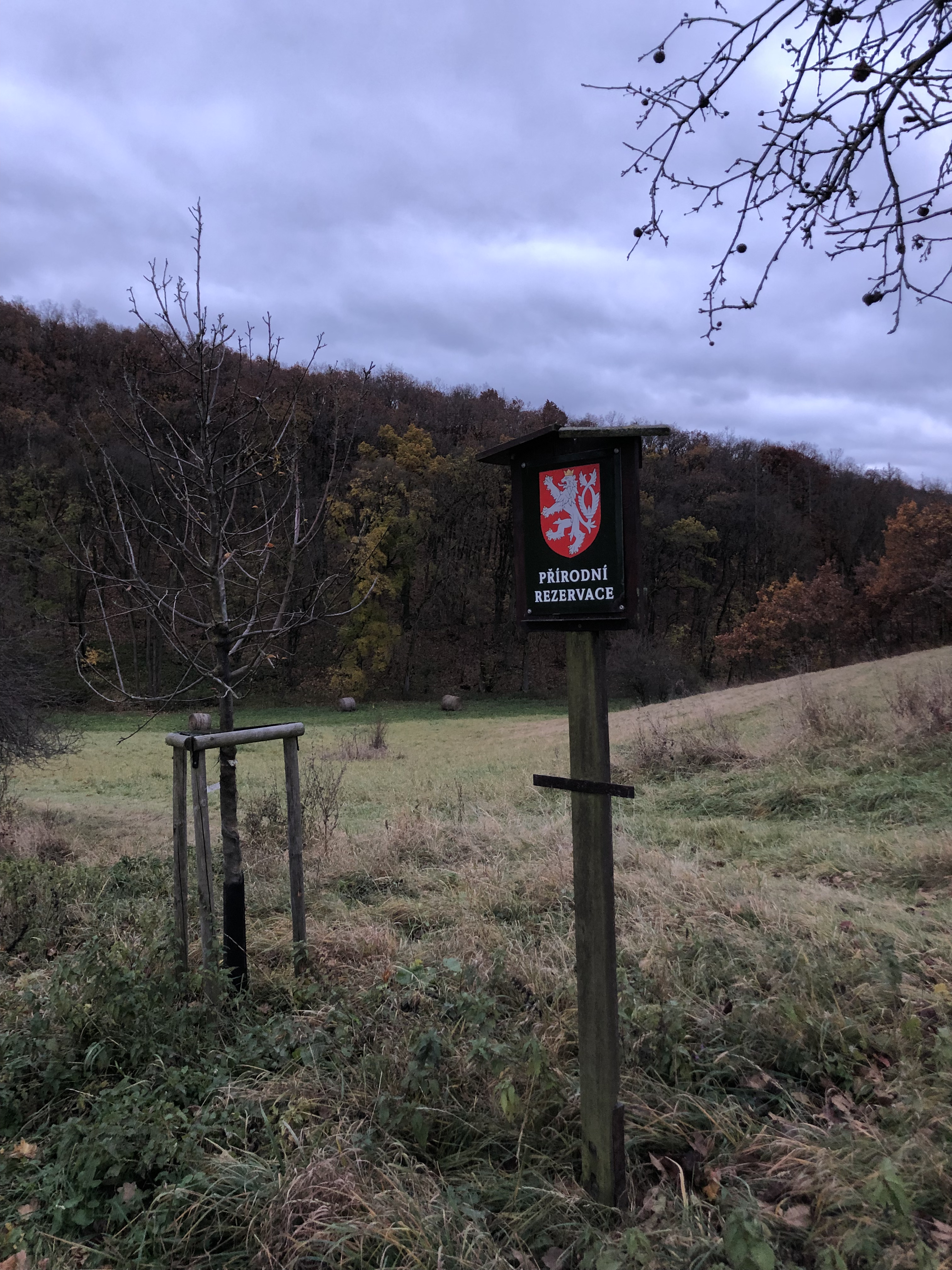
Přírodní rezervace uvnitř parku

Lokalita je také velmi cenná z hlediska výskytu motýlů, nejen proto je důležité volit vhodnou druhovou skladbu dřevin.
Jedná o velice cenné území v regionálním měřítku s provázanými ekologickými vazbami a proto je nutné při péči o území k němu přistupovat jako k celku.